# Sašo Stevović
Sašo Stevović (tudi Nedeljko Stevović), slovensko-črnogorski kipar, risar, slikar, restavrator, * 13. december 1945, Borje, Žabljak, Črna gora.
Diplomiral je na Akademiji za likovno umetnost v Ljubljani. Podiplomski študij je dokončal leta 1977 v Majstorskih delavnicah Jugoslovanske akedemije znanosti in umetnosti v Zagrebu pri akademiku profesorju Antunu Augustinčiču. 
Umetnikova privatna zbirka je bila uničena v požaru leta 1996, ko mu je zgorel atelje in galerija. Deset let je vodil oblikovanje Tomosovih izdelkov. Živi in dela v Ankaranu in Kopru. 